# Usia unicolor
Usia unicolor är en tvåvingeart som beskrevs av Friedrich Hermann Loew 1873. Usia unicolor ingår i släktet Usia och familjen svävflugor. Inga underarter finns listade i Catalogue of Life.